# Saphenophis boursieri
Saphenophis boursieri är en ormart som beskrevs av Jan 1867. Saphenophis boursieri ingår i släktet Saphenophis och familjen snokar. Inga underarter finns listade i Catalogue of Life.
Denna orm förekommer i västra Colombia och nordvästra Ecuador. Den lever i bergstrakter mellan 1000 och 2500 meter över havet. Habitatet utgörs av molnskogar och andra fuktiga skogar som behöver vara ursprungliga. Honor lägger ägg.
Beståndet hotas av skogsröjningar när jordbruksmark, odlingsmark för kakao och betesmarker anläggs. I Ecuador är Saphenophis boursieri sällsynt. IUCN listar arten som nära hotad (NT).